# Howard Ashman
Howard Ashman (* 17. Mai 1950 in Baltimore, Maryland; † 14. März 1991 in Manhattan/New York; eigentlich Howard Elliott Gershman) war ein US-amerikanischer Autor, Filmproduzent und Theaterproduzent.

## Leben
Howard Ashman ging 1974 nach New York und begann dort, neben seiner Arbeit in einem Verlagshaus, Schauspiele zu schreiben.
1982 arbeitete er, gemeinsam mit dem Komponisten Alan Menken, an dem Musical Der kleine Horrorladen (Originaltitel Little Shop of Horrors), einer der erfolgreichsten Broadway-Produktionen.
Er arbeitete in der Folge viel mit Alan Menken zusammen, besonders für Disney-Filme, wobei Menken die Filmmusik komponierte und Ashman die Texte dazu schrieb. Gemeinsam mit Alan Menken erhielt Ashman neben etlichen anderen Auszeichnungen zwei Grammy Awards, zwei Golden Globes und zwei Oscars.
Zwei Tage nachdem er den Oscar für das Lied Under the Sea aus dem Disney-Zeichentrickfilm Arielle, die Meerjungfrau erhalten hatte, gab Ashman bekannt, dass er an AIDS erkrankt sei. Trotz seiner schweren Krankheit arbeitete Ashman weiter.
Seinen zweiten Academy Award erhielt Ashman postum für Beauty and the Beast aus dem gleichnamigen Disney-Zeichentrickfilm (mit weiteren Nominierungen für die Titel Be Our Guest und Belle aus demselben Film). Die Auszeichnung wurde von seinem Partner Bill Lauch entgegengenommen. Howard Ashman starb am 14. März 1991 im Alter von 40 Jahren.

## Ehrungen
- Der Zeichentrickfilm Die Schöne und das Biest enthält im Abspann eine Widmung an Howard Ashman.
- Am 7. August 2020 erschien ein exklusiver Dokumentarfilm über Ashman beim Streamingdienst Disney+.[1]

## Werke
- Der kleine Horrorladen 1986
- Arielle, die Meerjungfrau, 1989, Oscar für den Besten Song („Under the Sea“)
- Die Schöne und das Biest, 1991, Oscar für den Besten Song („Beauty and the Beast“)
- Aladdin, 1992 (Liedtexte)